# Rafael Lesmes
Rafael Lesmes Bobed (né le 9 novembre 1926 à Ceuta en Espagne et mort le 8 octobre 2012 à Valladolid) est un footballeur espagnol, évoluant au poste de défenseur.

## Biographie

### Club
Il joue tout d'abord dans différents clubs locaux mais passe la plus grande partie de sa carrière dans le club du Real Valladolid puis au Real Madrid CF (il est l'un des acteurs lors des victoires madrilènes en coupe d'Europe 1956, 1957 et 1958).

### International
Avec l'Espagne, il ne joue que deux matchs et fait partie de l'effectif espagnol disputant la coupe du monde 1950 au Brésil.

## Palmarès
Avec le Real Madrid :
- Vainqueur de la Coupe d'Europe des clubs champions en 1956, 1957, 1958, 1959 et 1960.
- Champion d'Espagne en 1954, 1955, 1957 et 1958.
- Vainqueur de la Coupe Latine en 1955 et 1957.